# Lordat
Lordat (en occitano Lhordat) es una localidad y comuna francesa en la región de Mediodía-Pirineos, departamento francés del Ariège, en el distrito de Foix. Situada en los Pirineos franceses. 
A sus habitantes se le denomina por el gentilicio Lordatois.

## Lugares de interés
- Castillo de Lordat, castillo medieval francés.

## Personalidades ligadas a la comuna
- Gaston Phébus